# ミハイル・シェープキン
ミハイル・セミョーノヴィチ・シェープキン（シチェープキン、ロシア語: Михаи́л Семёнович Ще́пкин, ラテン文字転写: Mikhail Semyonovich Shchepkin、(1788年11月6日 - 1863年8月11日)は、ロシアのリアリズム演劇の源流を作ったともいえるロシアの俳優である。愛称はミーシャ。
ゴーゴリから譲り受けた『査察官』に「私の大切なかけがえのないミハイル・セミョーノヴィチ・シェープキンへ　ゴーゴリより」と書かれたシェープキンの1冊が人から人に渡りスタニスラフスキーへも渡った。

## 経歴
父セミョンはヴォリケンシテイン伯爵の農奴、母マリア＝チモフェーヴナは伯爵令嬢の農奴であった。シェープキンは6歳の時、教会の聖詠経を暗記するほどの力を持っていた。
フョードル＝グリゴーリエヴィチ＝ヴォルコフ(1729 - 63)が、1750年にヤロスラヴリにロシア最古のプロの劇場を創設し、プロ劇団の基礎を築いていた。そのためロシア各地で劇団が生まれ、劇団を持つことが流行になっていた。そしてヴォリケンシテイン家も農奴に芝居を上演させた。シェープキンもこれに関わるようになり、ヴォリケンシテイン劇団のプロンプターになり役者もやるようになる。
ある時、自由劇場の演目であるメルシエ『ゾーア』のアンドレイ役が酒場で金を使いはたして役者をできない状態になった。その話をクールスクの自由劇場の看板女優P・G・ルイコワが伯爵邸にきたときシェープキンが聞いた。シェープキンは代役を務めたいと言い、演ずることとなった。これが初のプロ舞台であり、シェープキン17歳の時であった。
1805年、ロシアの興業劇団の先駆けの一つであり、大部分は農奴のバールソフ三兄妹によるクールスクのボーリヌィ自由劇場で、シェープキンは徐々に役をもらえるようになった。
この頃のロシア演劇は、紋切り型の芝居がかった演技が幅を利かせていた。例を挙げると、舞台から退場する時右手を挙げ熱のこもったポーズで去る、モノローグは声を振り絞りパートナーでなく客席に投げる、情熱的な感情表現にはうなり声や両手を折り曲げて白目をむく、などといった決まりきった演技であった。しかし他に手法がなかったのである。
1810年、シェープキンはP・V・メシチェルスキイ公爵と知り合う。そして、メシチェルスキイのA・P・スマローコフ『偽りの持参金』サリダル役を見た。シェープキンは、その役の、生活に生き、実際の人間的感情に近づけた演技に衝撃を受ける。彼は、サリダル役をメシチェルスキイのように練習したが、そこにはメシチェルスキイをまねているという不自然さがあった。ある時モリエール『亭主学校』スナガレル役の稽古中、疲れていたため力を抜いて演技をしたところ自然な演技が出来た。これが彼の演技におけるリアリズムの源流となった。
1810年、22歳のシェープキンは孤児エレーナ＝ドミトリエヴナ＝ドミトリエワと出会い、1812年に結婚する。また、この頃収入は団員トップの350ルーブルであった。1816年、建物が改修で閉鎖された。他に良い建物がなく劇団は解散する。兄妹の一人であるＰ・Ｅ・バールソフから、1816年に劇場を建てたイワン・フョードロヴィチ・シテインから誘いがあり一緒に行こうと言われハリコフへ赴くこととなった。ハリコフで活動した後、トゥーラ劇場で活動した。定期市公演にV・I・ゴロヴィンが来ていた。彼は後のモスクワ帝室劇場支配人であり、フョードル・フョードロヴィチ・ココーシキンから良い役者を探す依頼を受けて来ていた。そして才能あるシェープキンはモスクワ帝室劇場へ勧誘され、8日間モスクワに滞在した。
1824年、豪商ワルギン邸を改造し、帝室劇場はここに移る。これは、マールイ劇場(小劇場)である。まもなく、ボリジョイ帝室ペトローフスキイ劇場も移ってくる。これは、1825年、ボリジョイ劇場と命名された。いわゆる大劇場である。
しかし、帝室劇場のココーシキンなど多くは紋切り型の演技の支持者であった。シェープキンはココーシキンなど指導部のことを理解してるふりをして、舞台では批判覚悟で自己流でやった。これは上層部などから批判されたが、上手いため認めざるを得ない状態であった。
シェープキンは演技論などを著すことはなかったが、アンサンブルの重要性を説くことや演劇学校・モスクワ大学のアマチュア劇団・地方公演時の若手発掘などの指導を行った。
また、後にスタニスラフスキーに影響を与えることになるグリケリア・ニコラーエヴナ・フェドートワは、16歳の時、
「何で君に拍手したかわかるかい?　教えてやろう。君が美しく初々しいからだ。もし老人顔の私が今日の君ていどで演じたらどうだろう。私はどうなったと思う?」
「どうなりました?」
「箒でステージから掃き出されたさ。それを覚えておきなさい。さあ、今はステージに出て賞賛の声を浴びてきなさい。あとでいろいろ話し合おう。神様は君に才能を与えてくれたが君自身はまだ何もできていない。今日の成功など忘れなさい。観客は娘っ子の演技を楽しんでいるのであって、先に進まなければすぐ飽きられてしまう。神の恵みは君に大きな責務を課しているんだ。それを心に刻み一生務めなさい。」
などと教えを受けた。
シェープキンの二人の娘フェークラ、アレクサンドラはプロの俳優になったがそれぞれ10歳、25歳で死亡した。

## 人脈
シェープキンは幅広い人脈を持っていた。ニコライ・ゴーゴリとは仲が良かった。
他にもツルゲーネフやシェフチェンコ、ゲルツェン、オストロフスキー、気まぐれで波のある役者であったパーヴェル・ステパーノヴィチ・モチャーロフ、プーシキン、レールモントフなどとも交流があった。
またヨーロッパ全土で有名であったコメディフランセーズの古典主義悲劇女優、エリザ・ラシェリとも交流があった。